# ウドー音楽事務所
ウドー音楽事務所（ウドーおんがくじむしょ）は、日本の音楽興行会社。東京都港区に本社を構え、大阪府大阪市に大阪支社をもつ。

## 概要・沿革
戦後から音楽業界に携わっていた有働誠次郎が1967年に「有働音楽事務所」を設立した。1972年には大阪市に別法人として「大阪ウドー音楽事務所」を設立した。
設立当時はナイトクラブや米軍基地内にあるクラブなどに出演するバンドやシンガーを招聘した。1972年以降は、ロックに特化した日本初のプロモーターとしてエリック・クラプトン、ボブ・ディラン、イーグルス、ビリー・ジョエルなどを初めて日本に招聘し、1991年には、クラプトンと元ビートルズのジョージ・ハリスンによる共同公演（日本のみ）を開催。
1999年にクリスティーズで行われたクラプトンのギターオークション（In aid of CROSSROADS CENTRE）に際し、「チャリティへの趣旨に賛同」し、総額約19万ドルで3本のギターを落札した。内容は以下の通り。
- 1956年製フェンダー・ストラトキャスター
- 1992年製フェンダー・テレキャスター40周年記念モデル（カスタムショップ製）
- 1960年製ギブソン・ES-330T

2021年4月、有働音楽事務所と大阪ウドー音楽事務所が合併し、「ウドー音楽事務所」として再編した。
2023年、創業者の有働誠次郎が死去した。享年92歳。

## 関連会社
- InterFM897（interfm） - 2021年6月7日に資本参加。同局が主催もしくは後援し、ウドー音楽事務所が関与しているコンサートの開催告知CMも、同局で数多く流れている。